# Shikaft-e Gulgul

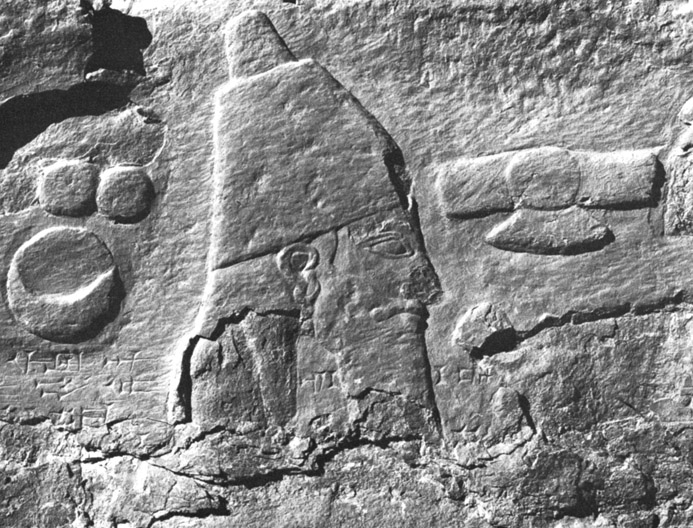
Shikaft-i Gulgul.

Shikaft-e Gulgul (o "Cueva de Gulgul") es un relieve en roca asirio, con inscripción, ubicado cerca de Gulgul گل گل, una aldea cerca del monte Pushta-e Kuh, en el Luristán, Ilam (Irán). Consiste en un relieve esculpido en la roca, que data del siglo VII a. C. y se atribuye a Asarhaddón.
Fue descubierto por Louis Vanden Berghe (Universidad de Gante, Reales Museos de Arte e Historia, Bruselas). El soberano representado luce una tiara asiria, viste con túnica que solo deja ver los pies, y lleva pendientes. Está armado con una espada que lleva al cinto, y sostiene una maza en su mano izquierda. El brazo derecho está roto. A ambos lados del rey están representados símbolos divinos. Incluyen una luna llena a la izquierda, los siete planetas y el sol símbolo del disco solar de Ishtar. A la derecha, un disco alado, y una tiara con cuernos se identifican como símbolos de Shamash y Asiria. Se ve también una inscripción.